# امتلر
امتلر، روستایی از توابع بخش مرکزی شهرستان رزن در استان همدان ایران است.

## جمعیت
این روستا در دهستان رزن قرار دارد و براساس سرشماری عمومی نفوس و مسکن ایران جمعیت آن ۲۲۵۶ نفر (۶۰۷) خانوار بوده است.